# Bollhausen
Bollhausen ist eine Wüstung im Stadtteil Hegnach der Stadt Waiblingen im baden-württembergischen Rems-Murr-Kreis.

## Lage
Bollhausen lag auf der Gemarkung des heutigen Waiblinger Stadtteils Hegnach, auf einem Hang, der auf drei Seiten von der Rems umflossen wird. Diese Flussschleife hat die Größe von etwa 12 Morgen und besteht überwiegend aus gutem Löss- und Lehmboden.

## Geschichte
Von wem der Ort einst gegründet wurde, ist unbekannt. Ebenso ist unklar, warum er aufgegeben wurde. Bollhausen wird 1441 als Flurname erwähnt, also war Ort im 15. Jahrhundert schon lange wüst. In einer Urkunde aus dem Jahr 1544 ist aufgeführt, dass Klaus ("Claß") Mergerter zu Hegnach (...) an die Pfarrei zu Neckarrems 2 Pfund Heller jährlichen ablöslichen Zins aus 1/2 halben Morgen Weingarten an der Steige und 1 Viertel Wiesen zu Bollhausen um 40 Pfund Heller verkauft hat.